# Salvatore Langella
Salvatore Langella (* 1986 in Gorizia, Friaul-Julisch Venetien) ist ein italienischer Theater- und Filmschauspieler.

## Leben
Langella wurde 1986 in Gorizia in der Region Friaul-Julisch Venetien geboren. Seine Familie stammte aus Neapel und neben seiner Muttersprache Italienisch spricht er laut eigenen Angaben Englisch fließend und hat außerdem Kenntnisse in Französisch, Deutsch und Spanisch. Nach einem Studium in klassischem und zeitgenössischem Tanz sowie Klavier schloss er sich 2007 der Centro Sperimentale di Cinematografia in Rom an, an der er bis 2009 Schauspiel studierte. Anschließend folgten Kurse im englischsprachigen Ausland wie 2015 am Giles Foreman Center for Acting und des Actors Center London im selben Jahr.
Nach seinem Schauspieldebüt 2007 als Theaterdarsteller folgte im Film Oggi sposi Langellas erste Rolle in einem Spielfilm. 2012 übernahm er in der Fernsehserie Nero Wolfe die Rolle des Gaspare. Im Folgejahr war er in zwei Episoden der Fernsehserie Che Dio ci aiuti in der Rolle des Rodolfo zu sehen. 2018 mimte er im Tierhorrorfilm Kiffer vs. Killer Mosquitos die Rolle des David.

## Filmografie (Auswahl)
- 2009: Oggi sposi
- 2010: La fine del mondo (Kurzfilm)
- 2011: Freaks! (Fernsehserie, Episode 1x04)
- 2012: 20 anni (Dokumentation)
- 2012: Nero Wolfe (Fernsehserie, 6 Episoden)
- 2013: Che Dio ci aiuti (Fernsehserie, 2 Episoden)
- 2013: La paura più grande (Kurzfilm)
- 2014: They Call It Love (Kurzfilm)
- 2017: Provaci ancora prof! (Fernsehserie, Episode 7x05)
- 2018: Kiffer vs. Killer Mosquitos (Tafanos)
- 2019: Io sono Mia
- 2019: Parlami, Orlando (Kurzfilm)
- 2021: Il paradiso delle signore (Fernsehserie, Episode 5x158)
- 2021: Loud Voices, Silent Streets (Fernsehserie, Episode 3x21)

## Theater (Auswahl)
- 2007: Zio Vanjia, Regie: E. Popova
- 2008: Molto rumore per nulla, Regie: E. Popova
- 2008: Caracalla, Regie: Michel Didym
- 2008: Himmelweg, Regie: Adriano De Santis
- 2009: Eptalogia di Hieronymus Bosch, Regie: Manuela Cherubini
- 2009: Partitura incompiuta per pianola meccanica, Regie: E. Popova
- 2009: Cinque pezzi facili, Regie: E. Popova
- 2009: Una giornata particolare, Regie: Pierluigi Cuomo
- 2009: L' inappetenza di Rafael Spregelburd, Regie: Manuela Cherubini
- 2009: Il panico di Rafael Spregelburd, Regie: Manuela Cherubini
- 2010: La porta sul Buio, Regie: Marco Cassini
- 2010: Prenotazione Andrea Bissau, Regie: Alessandro Carvaruso
- 2010: Noi due ci perdiamo l’un l’altro domani, Regie: Jochen Strauch
- 2011: Falene, Regie: Roberto Di Maio
- 2012. La iatta mammona, Regie: Terry Paternoster
- 2013: Voci a Rischio, Regie: Terry Paternoster
- 2013: Medea Big O.I.L., Regie: Terry Paternoster
- 2016: Bullshit! The skeleton dance, Regie: Industria Indipendente
- 2018. "Orlando" by Virginia Woolf, Regie: Giuseppe Bucci
- 2018: Titus Andronicus by W. Shakespeare, Regie: Elena Sbardella
- 2019: Non si uccidono così anche i cavalli? (They shoot horses, don't they?), Regie: Giancarlo Fares
- 2019: Skianto, Regie: Filippo Timi